# Amanda Donohoe
Amanda Donohoe (Londen, 29 juni 1962) is een Engels actrice.
Amanda is bekend door haar rol van als DI Susan Alembic in de Britse politieserie Murder City, waarin zij een koppel vormt met Kris Marshall.
Donohoe kwam in 2009 bij de bezetting van de ITV-productie Emmerdale als de zakenvrouw Natasha Wylde.
Channel 4 noemt Amanda Donohoe nummer 38 in hun lijst van 50 beste Britse actrices.
Amanda Donohoe is de dochter van Joanna en Ted Donohoe, antiekhandelaren van beroep. Haar vader is van Iers/Russischse afkomst en haar moeder is Zwitsers. Amanda verliet haar ouders toen zij zestien was en enige jaren later ging zij studeren aan de Central School of Speech and Drama. Rond 1989 ging zij naar Los Angeles om haar loopbaan te verdiepen.

## Filmografie

### Film
- Foreign Body als Susan Partridge - 1986
- Castaway als Lucy Irvine - 1987
- The Lair of the White Worm als Lady Sylvia Marsh - 1988
- The Rainbow als Winnifred Inger - 1989
- Diamond Skulls als Ginny Bruckton - 1989
- Paper Mask als Christine Taylor - 1990
- The Substitute als Gayle Richardson - 1993
- A Womans Guide To Adultery als Jo Saxon - 1994
- The Madness of King George als Lady Pembroke - 1995
- Liar Liar als Miranda - 1997
- One Night Stand als Margaux - 1997
- The Real Howard Spitz alsLaura Kershaw - 1998
- I'm Losing You als Mona Deware - 1998
- Stardust als Christine Wasacz - 1998
- Circus als Gloria - 2000
- Wild About Harry als Ruth Mckee - 2000
- Glory Glory als weduwe - 2000
- Phoenix Blue als Persha Lovich - 2001
- Starship Troopers 3 als Admiral Enolo Phid - 2008
- The Calling als Trish - 2009
- Trafficker als Alison Reid - 2013
- Blue Iguana als Dawn Bradshaw - 2018

### Televisie
- L.A. Law als Cara Jean Lamb - 1990-1992
- Frasier als Catherine - 1994
- The Thorn Birds: The Missing Years als Meggie Cleary O'Neill - 1996
- Ally McBeal als Marianne Holt - 1997
- Batman Beyond als The Queen - 1999-2001
- Murder City als DI Susan Alembic - 2004-2006
- Bad Girls als Lou Stoke - 2006
- Emmerdale als Natasha Wylde - 2009-2010
- Air Force One Is Down als Gillian Berry - 2013
- Toast of London als Ellen - 2013-2015
- Pramface als Sally - 2014

### Toneel
- Cymbeline als Helen - 1984
- Great Expectations als Estella - 1984
- The Admirable Crichton als Lady Catherine - 1984
- Uncle Vanya als Yelena - 1996
- Miss Julie als Miss Julie - 1996
- The Graduate als Mrs Robinson - 2001
- Hedda Gabler als Hedda Gabler - 2005

## Prijzen en nominaties
Donohoe won een Golden Globe Award voor haar rol in L.A. Law en was genomineerd voor een Outer Critics Circle Award voor haar Broadway-debuut in Uncle Vanya.